# الإمبراطور كايكا
الإمبراطور كايكا (باليابانية: 開化天皇 كايكا تينو) هو تاسع أباطرة اليابان في قائمة أباطرة اليابان. لا يوجد أي تواريخ محددة عن فترة حياته أو حكمه.

## اقرأ أيضا
- إمبراطور اليابان
- قائمة أباطرة اليابان